# Ana de Jesus
Anna od Jezusa wł. Ana de Lobera Torres (ur. 25 listopada 1545 w Medina del Campo, zm. 4 marca 1621 w Brukseli) – hiszpańska karmelitanka, błogosławiona Kościoła katolickiego.

## Życiorys
Była córką Diego de Lovera i Frances Torres. Została ochrzczona tuż po narodzinach. Była głuchoniema. Miała starszego brata Krzysztofa. W 1555 zmarła jej matka; wówczas nią i bratem zaopiekowała się babka. W 1569 została wysłana do Toledo, gdzie spotkała się z jezuitą Pablem Henandezem. W styczniu 1582 w towarzystwie świętego Jana od Krzyża i sześciu mniszek założyła klasztor. Zmarła 4 marca 1621 roku w opinii świętości. W XVII wieku rozpoczął się jej proces kanonizacyjny.
14 grudnia 2023 roku papież Franciszek upoważnił dykasterię Spraw Kanonizacyjnych do promulgowania dekretu beatyfikacyjnego Any de Jesus, potwierdzający cud za jej wstawiennictwem, co otworzyło drogę do jej beatyfikacji.
29 września 2024 podczas podróży apostolskiej do Belgii, papież Franciszek w czasie mszy świętej na stadionie Koning Boudewijnstadion w Brukseli, dokonał beatyfikacji Anny od Jezusa wpisując ją w poczet błogosławionych.
Jej wspomnienie liturgiczne obchodzone jest 25 listopada (w dzień urodzin).